# 北川翔
北川翔（Kitagawa Sho，1995年12月17日—）是日本田徑運動員，專攻短跑項目。他代表日本參加2017年夏季世界大學運動會田徑比賽，並獲得男子4×100公尺接力金牌。

## 賽事記錄
| 年        | 賽事           | 舉辦城市   | 名次      | 項目          | 記錄      |
| 代表 日本 | 代表 日本      | 代表 日本  | 代表 日本 | 代表 日本     | 代表 日本 |
| --------- | -------------- | ---------- | --------- | ------------- | --------- |
| 2017      | 世界大學運動會 | 臺灣臺北市 | 5sf2      | 200公尺       | 21.05     |
| 2017      | 世界大學運動會 | 臺灣臺北市 | 冠軍      | 4×100公尺接力 | 38.65     |

## 外部連結
- 北川翔在的頁面